# PFAPA-Syndrom
Das PFAPA-Syndrom (PFAPA steht für: periodisches Fieber, aphthöse Stomatitis, Pharyngitis, zervikale Adenitis) wurde erstmals 1987 in den USA als typische Erkrankung beschrieben. Es ist eine seltene Erkrankung aus der Gruppe der periodischen Fiebersyndrome mit typischer, recht uniform ablaufender Symptomatik, welche bis zum Jahr 2000 weltweit circa 200 Mal beschrieben wurde. Es ist eine Krankheit, welche möglicherweise jedoch häufig unter- bzw. häufig fehldiagnostiziert wird. Die Pathogenese ist noch nicht geklärt (Stand: Jahr 2003).

## Symptome
Die Fieberepisoden manifestieren sich meist vor dem fünften Lebensjahr, beginnen sehr regelmäßig alle 3–8 Wochen mit abrupt ansteigendem Fieber > 39 °C, welches sich nach 3–6 Tagen spontan zurückbildet.
Begleitet werden diese Fieberepisoden mit dem namensgebenden Symptomenkomplex, aber auch Kopfschmerzen, Übelkeit, Erbrechen und Bauchschmerzen sind typisch. Weder Wachstum noch die psychomotorische Entwicklung der Kinder sind beeinträchtigt. Die Spontanremission zwischen dem 4. und 8. Lebensjahr liegt bei 30 %. Spezifische laborchemische Veränderungen liegen nicht vor.

## Ätiologie und Diagnostik
PFAPA ist eine Ausschlussdiagnose. Im Einzelfall muss das Spektrum der autoinflammatorischen Syndrome differentialdiagnostisch berücksichtigt werden (vor allem zyklische Neutropenie, Familial Cold Auto-inflammatory Syndrome, Familiäres Mittelmeerfieber, Hyper-IgD-Syndrom, TNF-Rezeptor-assoziiertes periodisches Fiebersyndrom) sowie autoimmune, rheumatologische, infektiöse und maligne Prozesse. Da PFAPA zum Teil familiär gehäuft auftritt, wurden entsprechende genetische Untersuchungen an Familien durchgeführt, die allerdings keinen spezifischen Genlocus erbrachten.  Spezifische Laborparameter sind bislang nicht bekannt.
Die bislang nicht geklärte Ätiologie der Erkrankung scheint Folge einer gestörten, möglicherweise gengesteuerten Immunreaktion, sehr wahrscheinlich im Bereich der monozytären IL-1β-Produktion zu sein: Bei Patienten mit PFAPA wurden während der Fieberschübe erhöhte Ausschüttungen von IL-1β aus Monozyten gemessen, bei etwa 20 % der Patienten bestanden Varianten im Inflammasom-NLRP3-Gen.

## Therapie
Eine therapeutisch behutsame, sich an den Symptomen orientierende Einstellung erscheint angezeigt. Diskutiert wird der Einsatz von Paracetamol, Ibuprofen, Prednison, Cimetidin oder auch Colchicin. In verschiedenen Studien zeigte sich eine deutliche Verbesserung bis zum Sistieren der Symptome (99 von 102 Patienten) nach einer Tonsillektomie einschließlich einer Adenotomie. Da die Erkrankung mit zunehmendem Alter verschwindet, wird in einer Cochrane-Metastudie das Fazit gezogen, dass eine besondere Risiko-Nutzen-Abwägung bezüglich der Operation in Abhängigkeit von der Frequenz und Schwere der Erkrankungsschübe getroffen werden muss.
Die Fieberschübe sprechen weder auf Antibiotika noch auf nichtsteroidale Antirheumatika an. Nur nach der Gabe von Kortikoiden zeigt sich eine Besserung, was aber das Auftreten des nächsten Fieberschubs nicht verhindert.
In den USA wie auch in Europa wird der Wirkstoff Anakinra (Kineret) jetzt (Stand: August 2013) zur Behandlung des PFAPA-Syndroms mit gutem Erfolg eingesetzt, da er gezielt Interleukin-1 blockiert.